# Ukrainische Snooker-Meisterschaft 2018
Die ukrainische Snooker-Meisterschaft 2018 war ein Snookerturnier, das vom 21. bis 24. September 2018 im BK Snooker in Lwiw stattfand. Nach zwölf Ausgaben in der Hauptstadt Kiew kehrte das Turnier ins westukrainische Lwiw zurück, das nach 2005 zum zweiten Mal der Austragungsort war.
Ukrainischer Meister wurde Wladyslaw Wyschnewskyj, der im Finale Maksym Stoljartschuk mit 5:2 besiegte. Den dritten Platz belegten Anton Kasakow und Serhij Petrasch. Titelverteidiger Artem Koschowyj nahm nicht teil. Julija Malachowa, die einzige Teilnehmerin, schied in der Runde der letzten 28 aus.

## Modus
An dem Turnier nahmen 49 Spieler teil. Während die acht besten Spieler der nationalen Rangliste im Achtelfinale gesetzt waren, wurden die 41 weiteren Teilnehmer in der Vorrunde in elf Gruppen eingeteilt, in denen sie im Rundenturniermodus gegeneinander antraten. Die zwei Bestplatzierten jeder Gruppe qualifizierten sich für die Finalrunde, in der das Turnier im K.-o.-System fortgesetzt wurde.

## Vorrunde

### Gruppe A
| Platz | Spieler             | G | V | Frames |
| ----- | ------------------- | - | - | ------ |
| 1     | Mykola Zjaska       | 3 | 1 | 6:2    |
| 2     | Stepan Deljatynskyj | 3 | 1 | 6:3    |
| 3     | Roman Hussar        | 2 | 2 | 4:4    |
| 4     | Oleh Schtschadilo   | 2 | 2 | 5:5    |
| 5     | Witalij Iwaniw      | 0 | 4 | 1:8    |

| Spiel | Spieler 1           | Ergebnis | Spieler 2           |
| ----- | ------------------- | -------- | ------------------- |
| 1     | Witalij Iwaniw      | 20:20    | Roman Hussar        |
| 2     | Oleh Schtschadilo   | 02:02    | Mykola Zjaska       |
| 3     | Witalij Iwaniw      | 20:20    | Stepan Deljatynskyj |
| 4     | Roman Hussar        | 20:20    | Mykola Zjaska       |
| 5     | Witalij Iwaniw      | 20:20    | Mykola Zjaska       |
| 6     | Stepan Deljatynskyj | 12:12    | Oleh Schtschadilo   |
| 7     | Witalij Iwaniw      | 21:21    | Oleh Schtschadilo   |
| 8     | Stepan Deljatynskyj | 02:02    | Roman Hussar        |
| 9     | Oleh Schtschadilo   | 20:20    | Roman Hussar        |
| 10    | Mykola Zjaska       | 02:02    | Stepan Deljatynskyj |

### Gruppe B
| Platz | Spieler            | G | V | Frames |
| ----- | ------------------ | - | - | ------ |
| 1     | Ruslan Iwanez      | 2 | 1 | 5:2    |
| 2     | Jurij Chruschtsch  | 2 | 1 | 4:4    |
| 3     | Stepan Petrus      | 1 | 2 | 3:4    |
| 4     | Danylo Woloschynow | 1 | 2 | 3:5    |

| Spiel | Spieler 1          | Ergebnis | Spieler 2          |
| ----- | ------------------ | -------- | ------------------ |
| 1     | Stepan Petrus      | 21:21    | Danylo Woloschynow |
| 2     | Jurij Chruschtsch  | 12:12    | Ruslan Iwanez      |
| 3     | Stepan Petrus      | 20:20    | Ruslan Iwanez      |
| 4     | Danylo Woloschynow | 21:21    | Jurij Chruschtsch  |
| 5     | Stepan Petrus      | 02:02    | Jurij Chruschtsch  |
| 6     | Ruslan Iwanez      | 02:02    | Danylo Woloschynow |

### Gruppe C
| Platz | Spieler              | G | V | Frames |
| ----- | -------------------- | - | - | ------ |
| 1     | Jurij Semko          | 3 | 0 | 6:0    |
| 2     | Mikael Chatschatrjan | 2 | 1 | 4:3    |
| 3     | Swjatoslaw Iwaniw    | 1 | 2 | 3:5    |
| 4     | Roman Blakyta        | 0 | 3 | 1:6    |

| Spiel | Spieler 1            | Ergebnis | Spieler 2            |
| ----- | -------------------- | -------- | -------------------- |
| 1     | Jurij Semko          | 02:02    | Roman Blakyta        |
| 2     | Mikael Chatschatrjan | 12:12    | Swjatoslaw Iwaniw    |
| 3     | Jurij Semko          | 02:02    | Swjatoslaw Iwaniw    |
| 4     | Roman Blakyta        | 20:20    | Mikael Chatschatrjan |
| 5     | Jurij Semko          | 02:02    | Mikael Chatschatrjan |
| 6     | Swjatoslaw Iwaniw    | 12:12    | Roman Blakyta        |

### Gruppe D
| Platz | Spieler             | G | V | Frames |
| ----- | ------------------- | - | - | ------ |
| 1     | Mykola Fedyschak    | 2 | 1 | 5:2    |
| 2     | Andrij Iwassiw      | 2 | 1 | 4:3    |
| 3     | Matwij Batschynskyj | 1 | 2 | 2:4    |
| 4     | Andrij Ostraschnow  | 1 | 2 | 2:4    |

| Spiel | Spieler 1           | Ergebnis | Spieler 2           |
| ----- | ------------------- | -------- | ------------------- |
| 1     | Andrij Ostraschnow  | 20:20    | Matwij Batschynskyj |
| 2     | Mykola Fedyschak    | 21:21    | Andrij Iwassiw      |
| 3     | Andrij Ostraschnow  | 02:02    | Andrij Iwassiw      |
| 4     | Matwij Batschynskyj | 20:20    | Mykola Fedyschak    |
| 5     | Andrij Ostraschnow  | 20:20    | Mykola Fedyschak    |
| 6     | Andrij Iwassiw      | 02:02    | Matwij Batschynskyj |

### Gruppe E
| Platz | Spieler             | G | V | Frames |
| ----- | ------------------- | - | - | ------ |
| 1     | Witalij Fedewytsch  | 3 | 0 | 6:0    |
| 2     | Oleh Kysljak        | 2 | 1 | 4:2    |
| 3     | Andrij Batschynskyj | 1 | 2 | 2:4    |
| 4     | Artem Bojko         | 0 | 3 | 0:6    |

| Spiel | Spieler 1           | Ergebnis | Spieler 2           |
| ----- | ------------------- | -------- | ------------------- |
| 1     | Artem Bojko         | 20:20    | Andrij Batschynskyj |
| 2     | Witalij Fedewytsch  | 02:02    | Oleh Kysljak        |
| 3     | Artem Bojko         | 20:20    | Oleh Kysljak        |
| 4     | Andrij Batschynskyj | 20:20    | Witalij Fedewytsch  |
| 5     | Artem Bojko         | 20:20    | Witalij Fedewytsch  |
| 6     | Oleh Kysljak        | 02:02    | Andrij Batschynskyj |

### Gruppe F
| Platz | Spieler              | G | V | Frames |
| ----- | -------------------- | - | - | ------ |
| 1     | Maksym Stoljartschuk | 3 | 0 | 6:1    |
| 2     | Maksym Wojewodin     | 2 | 1 | 5:2    |
| 3     | Dmytro Barladjan     | 1 | 2 | 2:4    |
| 4     | Andrij Kosak         | 0 | 3 | 0:6    |

| Spiel | Spieler 1            | Ergebnis | Spieler 2            |
| ----- | -------------------- | -------- | -------------------- |
| 1     | Maksym Wojewodin     | 02:02    | Dmytro Barladjan     |
| 2     | Maksym Stoljartschuk | 02:02    | Andrij Kosak         |
| 3     | Maksym Wojewodin     | 02:02    | Andrij Kosak         |
| 4     | Dmytro Barladjan     | 20:20    | Maksym Stoljartschuk |
| 5     | Maksym Wojewodin     | 21:21    | Maksym Stoljartschuk |
| 6     | Andrij Kosak         | 20:20    | Dmytro Barladjan     |

### Gruppe G
| Platz | Spieler          | G | V | Frames |
| ----- | ---------------- | - | - | ------ |
| 1     | Kyrylo Bajdala   | 3 | 0 | 6:1    |
| 2     | Arsen Petrossow  | 2 | 1 | 4:3    |
| 3     | Witalij Samsonow | 1 | 2 | 4:4    |
| 4     | Artem Kosak      | 0 | 3 | 0:6    |

| Spiel | Spieler 1        | Ergebnis | Spieler 2        |
| ----- | ---------------- | -------- | ---------------- |
| 1     | Arsen Petrossow  | 20:20    | Kyrylo Bajdala   |
| 2     | Witalij Samsonow | 02:02    | Artem Kosak      |
| 3     | Arsen Petrossow  | 02:02    | Artem Kosak      |
| 4     | Kyrylo Bajdala   | 12:12    | Witalij Samsonow |
| 5     | Arsen Petrossow  | 12:12    | Witalij Samsonow |
| 6     | Artem Kosak      | 20:20    | Kyrylo Bajdala   |

### Gruppe H
| Platz | Spieler         | G | V | Frames |
| ----- | --------------- | - | - | ------ |
| 1     | Bohdan Krywko   | 3 | 0 | 6:1    |
| 2     | Bohdan Podoljak | 1 | 2 | 4:5    |
| 3     | Hordij Anochin  | 1 | 2 | 3:4    |
| 4     | Wiktor Kozan    | 1 | 2 | 2:5    |

| Spiel | Spieler 1       | Ergebnis | Spieler 2       |
| ----- | --------------- | -------- | --------------- |
| 1     | Bohdan Krywko   | 02:02    | Hordij Anochin  |
| 2     | Bohdan Podoljak | 21:21    | Wiktor Kozan    |
| 3     | Bohdan Krywko   | 02:02    | Wiktor Kozan    |
| 4     | Hordij Anochin  | 21:21    | Bohdan Podoljak |
| 5     | Bohdan Krywko   | 12:12    | Bohdan Podoljak |
| 6     | Wiktor Kozan    | 20:20    | Hordij Anochin  |

### Gruppe I
| Platz | Spieler               | G | V | Frames |
| ----- | --------------------- | - | - | ------ |
| 1     | Mychajlo Petruschka   | 2 | 1 | 5:3    |
| 2     | Bohdan Losynskyj      | 2 | 1 | 4:2    |
| 3     | Wadym Lewyzkyj        | 2 | 1 | 4:3    |
| 4     | Tschynhis Ahadschanow | 0 | 3 | 1:6    |

| Spiel | Spieler 1             | Ergebnis | Spieler 2             |
| ----- | --------------------- | -------- | --------------------- |
| 1     | Bohdan Losynskyj      | 02:02    | Tschynhis Ahadschanow |
| 2     | Mychajlo Petruschka   | 21:21    | Wadym Lewyzkyj        |
| 3     | Bohdan Losynskyj      | 02:02    | Wadym Lewyzkyj        |
| 4     | Tschynhis Ahadschanow | 21:21    | Mychajlo Petruschka   |
| 5     | Bohdan Losynskyj      | 20:20    | Mychajlo Petruschka   |
| 6     | Wadym Lewyzkyj        | 02:02    | Tschynhis Ahadschanow |

### Gruppe J
| Platz | Spieler             | G | V | Frames |
| ----- | ------------------- | - | - | ------ |
| 1     | Mykola Hudenko      | 3 | 0 | 6:1    |
| 2     | Julija Malachowa    | 2 | 1 | 4:4    |
| 3     | Jewhen Martschenko  | 1 | 2 | 4:5    |
| 4     | Serhij Onischtschuk | 0 | 3 | 2:6    |

| Spiel | Spieler 1           | Ergebnis | Spieler 2          |
| ----- | ------------------- | -------- | ------------------ |
| 1     | Serhij Onischtschuk | 21:21    | Julija Malachowa   |
| 2     | Jewhen Martschenko  | 21:21    | Mykola Hudenko     |
| 3     | Serhij Onischtschuk | 20:20    | Mykola Hudenko     |
| 4     | Julija Malachowa    | 12:12    | Jewhen Martschenko |
| 5     | Serhij Onischtschuk | 21:21    | Jewhen Martschenko |
| 6     | Mykola Hudenko      | 02:02    | Julija Malachowa   |

## Finalrunde

### Runde der letzten 28
| Spiel | Spieler 1        | Ergebnis | Spieler 2       |
| ----- | ---------------- | -------- | --------------- |
| 2     | Arsen Petrossow  | 21:21    | Andrij Iwassiw  |
| 3     | Bohdan Losynskyj | 21:21    | Bohdan Podoljak |
| 4     | Maksym Wojewodin | 21:21    | Roman Hussar    |

| Spiel | Spieler 1            | Ergebnis | Spieler 2         |
| ----- | -------------------- | -------- | ----------------- |
| 6     | Oleh Kysljak         | 20:20    | Jurij Chruschtsch |
| 7     | Mikael Chatschatrjan | 12:12    | Julija Malachowa  |

### Runde der letzten 24
| Spiel | Spieler 1        | Ergebnis | Spieler 2       |
| ----- | ---------------- | -------- | --------------- |
| 9     | Mykola Fedyschak | 21:21    | Ruslan Iwanez   |
| 10    | Jurij Semko      | 21:21    | Andrij Iwassiw  |
| 11    | Kyrylo Bajdala   | 20:20    | Bohdan Podoljak |
| 12    | Bohdan Krywko    | 02:02    | Roman Hussar    |

| Spiel | Spieler 1            | Ergebnis | Spieler 2            |
| ----- | -------------------- | -------- | -------------------- |
| 13    | Mykola Hudenko       | 20:20    | Stepan Deljatynskyj  |
| 14    | Maksym Stoljartschuk | 12:12    | Jurij Chruschtsch    |
| 15    | Witalij Fedewytsch   | 20:20    | Mikael Chatschatrjan |
| 16    | Mykola Zjaska        | 02:02    | Mychajlo Petruschka  |

### Achtelfinale bis Finale
|  | Achtelfinale           | Achtelfinale |                        |                      | Viertelfinale        | Viertelfinale |  |  | Halbfinale | Halbfinale |  |  | Finale | Finale |
|  |                        |              |                        |                      |                      |               |  |  |            |            |  |  |        |        |
|  |                        |              |                        |                      |                      |               |  |  |            |            |  |  |        |        |
|  | Wladyslaw Wyschnewskyj | 3            |                        |                      |                      |               |  |  |            |            |  |  |        |        |
|  | Ruslan Iwanez          | 0            |                        |                      |                      |               |  |  |            |            |  |  |        |        |
|  | Ruslan Iwanez          | 0            | Wladyslaw Wyschnewskyj | 3                    |                      |               |  |  |            |            |  |  |        |        |
|  |                        |              | Wladyslaw Wyschnewskyj | 3                    |                      |               |  |  |            |            |  |  |        |        |
|  |                        |              |                        |                      | Mychajlo Kussen      | 1             |  |  |            |            |  |  |        |        |
|  | Mychajlo Kussen        | 3            |                        |                      | Mychajlo Kussen      | 1             |  |  |            |            |  |  |        |        |
|  | Mychajlo Kussen        | 3            |                        |                      |                      |               |  |  |            |            |  |  |        |        |
|  | Andrij Iwassiw         | 2            |                        |                      |                      |               |  |  |            |            |  |  |        |        |
|  | Andrij Iwassiw         | 2            | Wladyslaw Wyschnewskyj | 4                    |                      |               |  |  |            |            |  |  |        |        |
|  |                        |              | Wladyslaw Wyschnewskyj | 4                    |                      |               |  |  |            |            |  |  |        |        |
|  |                        |              |                        | Anton Kasakow        | 2                    |               |  |  |            |            |  |  |        |        |
|  | Oleh Waskowskyj        | 3            |                        | Anton Kasakow        | 2                    |               |  |  |            |            |  |  |        |        |
|  | Oleh Waskowskyj        | 3            |                        |                      |                      |               |  |  |            |            |  |  |        |        |
|  | Bohdan Podoljak        | 0            |                        |                      |                      |               |  |  |            |            |  |  |        |        |
|  | Bohdan Podoljak        | 0            | Oleh Waskowskyj        | 0                    |                      |               |  |  |            |            |  |  |        |        |
|  |                        |              | Oleh Waskowskyj        | 0                    |                      |               |  |  |            |            |  |  |        |        |
|  |                        |              |                        |                      | Anton Kasakow        | 3             |  |  |            |            |  |  |        |        |
|  | Anton Kasakow          | 3            |                        |                      | Anton Kasakow        | 3             |  |  |            |            |  |  |        |        |
|  | Anton Kasakow          | 3            |                        |                      |                      |               |  |  |            |            |  |  |        |        |
|  | Bohdan Krywko          | 1            |                        |                      |                      |               |  |  |            |            |  |  |        |        |
|  | Bohdan Krywko          | 1            | Wladyslaw Wyschnewskyj | 5                    |                      |               |  |  |            |            |  |  |        |        |
|  |                        |              | Wladyslaw Wyschnewskyj | 5                    |                      |               |  |  |            |            |  |  |        |        |
|  |                        |              |                        | Maksym Stoljartschuk | 2                    |               |  |  |            |            |  |  |        |        |
|  | Dmytro Ossypenko       | 3            |                        | Maksym Stoljartschuk | 2                    |               |  |  |            |            |  |  |        |        |
|  | Dmytro Ossypenko       | 3            |                        |                      |                      |               |  |  |            |            |  |  |        |        |
|  | Stepan Deljatynskyj    | 1            |                        |                      |                      |               |  |  |            |            |  |  |        |        |
|  | Stepan Deljatynskyj    | 1            | Dmytro Ossypenko       | 1                    |                      |               |  |  |            |            |  |  |        |        |
|  |                        |              | Dmytro Ossypenko       | 1                    |                      |               |  |  |            |            |  |  |        |        |
|  |                        |              |                        |                      | Maksym Stoljartschuk | 3             |  |  |            |            |  |  |        |        |
|  | Mochammed Al-Karmaly   | 0            |                        |                      | Maksym Stoljartschuk | 3             |  |  |            |            |  |  |        |        |
|  | Mochammed Al-Karmaly   | 0            |                        |                      |                      |               |  |  |            |            |  |  |        |        |
|  | Maksym Stoljartschuk   | 3            |                        |                      |                      |               |  |  |            |            |  |  |        |        |
|  | Maksym Stoljartschuk   | 3            | Maksym Stoljartschuk   | 4                    |                      |               |  |  |            |            |  |  |        |        |
|  |                        |              | Maksym Stoljartschuk   | 4                    |                      |               |  |  |            |            |  |  |        |        |
|  |                        |              |                        | Serhij Petrasch      | 1                    |               |  |  |            |            |  |  |        |        |
|  | Heorhij Petrunko       | 2            |                        | Serhij Petrasch      | 1                    |               |  |  |            |            |  |  |        |        |
|  | Heorhij Petrunko       | 2            |                        |                      |                      |               |  |  |            |            |  |  |        |        |
|  | Mikael Chatschatrjan   | 3            |                        |                      |                      |               |  |  |            |            |  |  |        |        |
|  | Mikael Chatschatrjan   | 3            | Mikael Chatschatrjan   | 0                    |                      |               |  |  |            |            |  |  |        |        |
|  |                        |              | Mikael Chatschatrjan   | 0                    |                      |               |  |  |            |            |  |  |        |        |
|  |                        |              |                        |                      | Serhij Petrasch      | 3             |  |  |            |            |  |  |        |        |
|  | Serhij Petrasch        | 3            |                        |                      | Serhij Petrasch      | 3             |  |  |            |            |  |  |        |        |
|  | Serhij Petrasch        | 3            |                        |                      |                      |               |  |  |            |            |  |  |        |        |
|  | Mykola Zjaska          | 2            |                        |                      |                      |               |  |  |            |            |  |  |        |        |

## Finale
Im Finale traf Vorjahresfinalist Wladyslaw Wyschnewskyj, der bereits dreimal ukrainischer Meister im 6-Red-Snooker geworden, auf Maksym Stoljartschuk, dessen zuvor bestes Ergebnis das Erreichen des Halbfinales 2011 war. Stoljartschuk startete besser ins Finale und ging zweimal in Führung, woraufhin Wyschnewskyj jeweils der direkte Ausgleich gelang. Ab dem vierten Frame gewann Wyschnewskyj jedoch vier Frames in Folge und wurde somit erstmals ukrainischer Meister.
| Finale: Best of 9 Frames BK Snooker, Lwiw, Ukraine, 24. September 2018  |                |                      |
| Wladyslaw Wyschnewskyj                                                  | 5:2            | Maksym Stoljartschuk |
| 59:77 (MS 40), 64:43, 41:77, 66:51 (MS 51), 66:42 (WW 40), 54:33, 59:55 |                |                      |
| 40                                                                      | Höchstes Break | 51                   |
| –                                                                       | Century-Breaks | –                    |
| –                                                                       | 50+-Breaks     | 1                    |